# Ринок (річка)
Ринок — річка  в Україні, у  Кропивницькому районі Кіровоградської області, права притока Інгулу  (басейн Південного Бугу).

## Опис
Довжина річки приблизно 7 км.

## Розташування
Бере  початок на північному заході від Губівки. Тече переважно на північний схід і на південно-східній околиці Калинівки  впадає у річку Інгул, ліву притоку Південного Бугу.